# Ordine dei giornalisti
L'Ordine dei giornalisti è un ente pubblico italiano non economico a struttura associativa fondato nel 1963. L'Ordine è il soggetto collettivo che rappresenta la categoria professionale. Gestisce l'Albo dei giornalisti, l'iscrizione al quale è obbligatoria per l'esercizio della professione, e ha funzioni di vigilanza e di tutela sull'operato degli iscritti.

## Storia

### L'istituzione dell'albo professionale
Nel 1925, agli albori del governo Mussolini, il contratto di lavoro nazionale dei giornalisti previde, per la prima volta, l'istituzione di un «Albo generale dei giornalisti professionisti». Era il riconoscimento sindacale-contrattuale dell'Albo. Successivamente avvenne il passaggio parlamentare. Il 31 dicembre dello stesso anno il legislatore approvò definitivamente i decreti sulla stampa del 1923 e 1924 e la regolamentazione della professione. La nuova legge istituì l'Albo dei giornalisti, disponendo che «l'esercizio della professione giornalistica è consentito solo a coloro che siano iscritti negli albi stessi» (art. 7). Altro requisito indispensabile per esercitare la professione era possedere un certificato di buona condotta politica rilasciato dal prefetto. Ogni quotidiano o periodico inoltre doveva avere un direttore responsabile; solo i giornalisti professionisti potevano salire alla direzione di una testata. Ogni nuova nomina di direttore doveva ottenere il placet del procuratore generale presso la Corte d'appello. Il giornale stesso doveva essere sottoposto, prima della sua pubblicazione, all'autorizzazione della procura generale della Corte d'appello nella cui giurisdizione era stampato.
In attesa del regolamento attuativo, l'albo fu depositato presso le sedi delle Corti d'appello (undici in tutto il Paese). Nel 1928 l'albo divenne operativo (R.D. 26 febbraio, n. 384) e la sua gestione passò a un comitato di cinque membri nominato dal Ministero di Grazia e Giustizia di concerto con il Ministero dell'Interno e delle Corporazioni. L'Albo era composto da tre elenchi: professionisti (cioè coloro che da almeno 18 mesi esercitavano esclusivamente la professione giornalistica e avevano compiuto i 21 anni di età), praticanti (coloro che pur esercitando esclusivamente la professione non avevano raggiunto l'anzianità di 18 mesi o i 21 anni di età) e pubblicisti (coloro che esercitavano, oltre all'attività retribuita di giornalista, anche altre attività o altre professioni).
Un anno dopo la caduta del fascismo il comitato fu sostituito da una commissione con sede a Roma (decreto legislativo luogotenenziale 23 ottobre 1944, n. 302, istitutivo della “Commissione unica per la tenuta degli Albi professionali dei giornalisti”. I membri della commissione erano nominati dal governo sulla base di una lista fornita dal sindacato dei giornalisti. Parallelamente iniziava il processo di epurazione dei giornalisti compromessi con il passato regime. Il decreto legislativo luogotenenziale (D.L.Lgt.) 27 luglio 1944, n. 159 istituì le Commissioni per la revisione dell'albo dei giornalisti. In ciascuna regione si sarebbe dovuta insediare una commissione che avrebbe svolto effettivamente l'incarico.

Solo quattro organismi videro la luce: quelli di Roma, Napoli, Bari e Palermo. Di questi quattro, solo a Roma (direttore Mario Vinciguerra) si produsse un elenco di giornalisti che, nel corso del 1945, vennero cancellati dall'Albo. Nel 1946 l'orientamento del governo nazionale cambiò: l'attività delle commissioni fu sospesa, in vista delle consultazioni per l'elezione dell'Assemblea costituente. La successiva amnistia Togliatti (22 giugno 1946) reintegrò nell'Albo tutti i giornalisti estromessi, chiudendo di fatto la stagione dell'epurazione.

### L'istituzione dell'Ordine
L'attuale Ordine dei giornalisti è stato istituito con la legge n. 69 del 3 febbraio 1963, detta «legge Gonella», che disciplina la professione giornalistica. Contestualmente fu sciolta la Commissione unica (vedi supra). Il regolamento di esecuzione (D.P.R. 4 febbraio 1965, n. 115) è entrato in vigore il 12 marzo 1965. L'articolo 2 della legge precisa che "è diritto insopprimibile dei giornalisti la libertà d'informazione e di critica", mentre "è loro obbligo inderogabile il rispetto della verità sostanziale dei fatti, osservati sempre i doveri imposti dalla lealtà e dalla buona fede". La legge reintroduce l'Albo professionale e il conseguente obbligo d'iscrizione per chi vuole esercitare la professione di giornalista. Come nell'ordinamento precedente, gli elenchi sono tre: 
1. professionisti (definiti "coloro che esercitano in modo esclusivo e continuativo la professione di giornalista");
2. pubblicisti ("coloro che svolgono attività giornalistica non occasionale e retribuita anche se esercitano altre professioni o impieghi");
3. l'elenco speciale, che raccoglie chi, pur non essendo giornalista, ricopre la carica di direttore responsabile di periodici sindacali, aziendali o tecnico/scientifici.

L'iscrizione all'elenco speciale coincide con la durata della direzione. A differenza dell'ordinamento precedente, non è più possibile il passaggio dall'elenco dei pubblicisti a quello dei professionisti. La legge prevede l'alta vigilanza del ministro della Giustizia sull'Ordine: il ministro può sciogliere un consiglio regionale, sentito il parere del consiglio nazionale.
Un'altra novità è stata l'introduzione della prova d'idoneità professionale, a cui si ha diritto dopo 18 mesi di praticantato. L'idoneità è acquisita attraverso un esame di stato. I primi esami si sono svolti tra il 25 novembre 1965 (prova scritta) e il 31 gennaio 1966 (prova orale). Nel 1965 è entrato in vigore l'Albo professionale. Nel 1967 il Tribunale di Torino e il pretore di Catania sollevano questione di illegittimità costituzionale dell'Ordine dei giornalisti. La questione viene rigettata l'anno seguente dalla Consulta. Nel 1976 si estende la possibilità di iscrizione all'Albo ai fotoreporter e ai telecineoperatori. Nel 1990 l'ammissione all'Ordine è estesa ai cittadini degli Stati membri della CEE (oggi Unione europea), che possono iscriversi senza alcuna formalità aggiuntiva rispetto ai cittadini italiani.
In occasione dei referendum del 1997, promossi dai Partito Radicale, fu prospettata l'abolizione dell'ordine professionale, mediante l'abrogazione delle norme istitutive. Il quesito, in dettaglio, recitava:
La consultazione del 15 giugno 1997 si chiuse senza esito, per questo quesito, per mancato raggiungimento del quorum. Dei 12.702.450 voti validi (su 49.054.410 votanti iscritti) il 65,50% era favorevole all'abrogazione.

### La riforma degli anni 2000
Il 22 dicembre 2005 il Consiglio dei ministri approva la cosiddetta “Bozza Siliquini” (dal nome dell'allora sottosegretario alla Pubblica Istruzione Maria Grazia Siliquini) che modifica le norme di accesso alla professione giornalistica, inizialmente fissate nel 1928 e poi confermate dalla legge 3 febbraio 1963, n. 69. Il disegno di legge prevedeva che per essere ammessi all'esame di Stato per diventare professionisti non si dovrà più effettuare necessariamente due anni di praticantato in una struttura editoriale, ma si dovrà conseguire una laurea almeno triennale presso un'Università, più una specializzazione a scelta tra le seguenti:
- due anni di pratica e studio in uno degli istituti di formazione al giornalismo promossi dall'Ordine;
- un master biennale tra quelli istituiti con convenzioni fra Università e Ordine;
- una laurea specialistica, con il vincolo del cinquanta per cento di attività pratica in redazione nei due anni di corso.

In tutti i casi, l'Ordine ha potere di controllo e di verifica sui percorsi di formazione.
Il provvedimento non è stato convertito in legge dalle Camere, pertanto la bozza Siliquini rimane tale e le modalità di accesso alla professione giornalistica rimangono invariate e disposte dal Titolo II, Capo I, ex artt. 26-36, legge 3 febbraio 1963 n. 69. Il 17 ottobre 2008 il Consiglio nazionale dell'Ordine dei giornalisti ha deliberato all'unanimità il documento d'indirizzo per la riforma dell'Ordine (Documento di Positano). Per il consiglio nazionale, i punti cardine della riforma dell'Ordine sono i seguenti:
- accesso con percorso universitario;
- sensibile diminuzione dei componenti del consiglio nazionale;
- commissione deontologica ristretta;
- istituzione di un giurì di vigilanza sulla correttezza dell'informazione.

Il 22 aprile 2009 è stata presentata alla Camera dei deputati una proposta di legge, la n. 2393 concernente Modifiche alla Legge 3 febbraio 1963 n. 69, in materia di ordinamento della professione giornalistica, d'iniziativa dei deputati Pisicchio, Zampa, Mazzuca, Pionati, Merlo, Rao, Salvini, Lehner e Testoni.
Con la legge n.233 del 31 dicembre 2012, si inizia a essere regolamentato dallo Stato l'"Equo compenso nel settore giornalistico".
Nel 2015 l'Ordine dei Giornalisti ha dato vita, insieme con Casagit, FNSI e INPGI, alla Fondazione sul Giornalismo “Paolo Murialdi”, che ha lo scopo « di raccogliere e mettere a disposizione di studiosi e ricercatori tutta la documentazione sulla vita e la storia del giornalismo italiano, anche attraverso la sistematizzazione della documentazione archivistica degli enti di categoria». Dal giugno 2018 il presidente della Fondazione è Vittorio Roidi, rappresentante della FNSI, in base al principio di rotazione tra gli enti istitutivi.

## Organi
Il vertice dell'organizzazione è rappresentato dal Consiglio nazionale. Struttura collegiale, il Consiglio nazionale ha la rappresentanza dell'Ordine.  Il Consiglio nazionale è composto da 60 membri, in ragione di due professionisti e un pubblicista per ogni Ordine regionale. Elegge al proprio interno: presidente, vicepresidente, segretario, tesoriere e collegio dei revisori. All'interno del Consiglio vi sono quattro commissioni consultive che si occupano di materie specifiche: cultura; amministrazione; diritto; ricorsi.

Oltre alla struttura collegiale centrale vi sono una serie di strutture collegiali periferiche, i Consigli regionali, aventi natura di persone giuridiche di diritto pubblico. 
Gli organi degli Ordini regionali sono:
- l'assemblea (è composta da tutti i giornalisti iscritti - professionisti e pubblicisti -; si riunisce almeno una volta all'anno per approvare il bilancio, e ogni tre anni per eleggere il consiglio);
- il consiglio (composto da sei professionisti e tre pubblicisti, i cui componenti restano in carica per tre anni, elegge il presidente, il vice, il segretario e il tesoriere);
- il presidente (che ha la rappresentanza dell'Ordine, convoca e presiede l'assemblea);
- il collegio dei revisori dei conti (ha tre componenti; controlla la gestione dei fondi e verifica i bilanci predisposti dal consiglio);
- il consiglio di disciplina (gestisce l'attività disciplinare e commina le sanzioni previste dalla legge istitutiva dell'Ordine)[16].

## Funzioni

### Gestione dell'Albo
Ogni consiglio tiene l'albo professionale di categoria, che è ripartito dal 1963 in due elenchi (art. 1):
- giornalisti professionisti: "coloro che esercitano in modo esclusivo e continuativo la professione di giornalista";
- giornalisti pubblicisti: "coloro che svolgono attività giornalistica non occasionale e retribuita anche se esercitano altre professioni o impieghi".

Annessi all'albo dei giornalisti sono alcuni elenchi speciali, in cui vengono iscritti (art. 28):
- giornalisti stranieri che operano in Italia;
- direttori che, pur non esercitando l'attività di giornalista, assumono la qualifica di direttore responsabile di periodici o riviste a carattere tecnico, professionale o scientifico, esclusi quelli sportivi e cinematografici.

I praticanti, cioè «coloro che intendano avviarsi alla professione giornalistica», vengono iscritti in un apposito "registro dei praticanti" (art. 33), e devono svolgere il praticantato per 18 mesi «presso un quotidiano, o presso il servizio giornalistico della radio o della televisione, o presso un'agenzia quotidiana di stampa a diffusione nazionale e con almeno 4 giornalisti professionisti redattori ordinari, o presso un periodico a diffusione nazionale e con almeno 6 giornalisti professionisti redattori ordinari» (art. 34).

### Responsabilità disciplinare
La legge del 1963 dedica l'intero Titolo III alla "disciplina degli iscritti", ma di fatto fornisce solamente delle linee generali. Specifica che il Consiglio prende adeguati provvedimenti per gli iscritti «che si rendano colpevoli di fatti non conformi al decoro e alla dignità professionale, o di fatti che compromettano la propria reputazione o la dignità dell'Ordine» (art. 48), ma non stabilisce quali siano questi "fatti".
Le sanzioni disciplinari sono previste dall'art. 51 e contenute negli artt. 52-55, e sono:
- avvertimento: rilievo della mancanza commessa e richiamo del giornalista all'osservanza dei suoi doveri;
- censura: biasimo formale per la trasgressione accertata;
- sospensione: non inferiore a 2 mesi e non superiore a 1 anno, nei casi di compromissione della dignità professionale;
- radiazione: nei casi in cui la dignità professionale viene compromessa al punto da rendere incompatibile la presenza dell'iscritto nell'Albo.

A partire dal 14 dicembre 2012 le competenze in materia disciplinare sono esercitate dai Consigli di disciplina. Il procedimento disciplinare inizia davanti al Consiglio territoriale, presente in ogni sede regionale dell'ordine, e prosegue davanti al Consiglio nazionale di disciplina, quale organo di seconda istanza.

## Il giornalista professionista
Possono divenire giornalisti professionisti solo coloro che hanno svolto almeno 18 mesi di praticantato in una redazione dove lavorano già altri professionisti (almeno tre), inquadrati e retribuiti secondo il contratto nazionale di lavoro giornalistico. Successivamente devono superare un esame di idoneità professionale. La prova, obbligatoria per l'ammissione nell'elenco dei giornalisti professionisti, si tiene a Roma in due sessioni, organizzate dall'Ordine. Secondo la forma attuale, in vigore dal 1973, l'esame consiste in una prova scritta, della durata di 8 ore, e una prova orale. La commissione esaminatrice è presieduta da un magistrato.
Dal 2005 è fissato l'obbligo della formazione per i praticanti ammessi all'esame di Stato. Vi sono alcune scuole post universitarie, a numero chiuso, che permettono di sostenere la prova di idoneità professionale senza effettuare il praticantato.
Nel 2012 il Parlamento ha istituito l'obbligo della formazione professionale continua per tutti gli iscritti a un Albo professionale. Dal 1º gennaio 2014 tale obbligo è entrato in vigore per i giornalisti attivi (sia professionisti che pubblicisti).
Contratto nazionale di lavoro giornalistico (CNLG)
L'esigenza di un contratto collettivo di lavoro, legato alla professione giornalistica, nasce in primis dal fatto che si tratta quasi sempre di un rapporto di lavoro dipendente. Le parti contraenti sono da un lato gli editori (rappresentati dalla FIEG), dall'altro i giornalisti che prestano un'attività continua e con rapporto di dipendenza (rappresentati dalla FNSI). L'ultimo contratto nazionale è stato firmato a Roma l'11 aprile 2001.
Il direttore
L'intero art. 6 del contratto è dedicato alla figura del direttore, cui competenza esclusiva è  «fissare e impartire le direttive politiche e tecnico-professionali del lavoro redazionale, stabilire le mansioni di ogni giornalista, adottare le decisioni necessarie per garantire l'autonomia della testata, nei contenuti del giornale e di quanto può essere diffuso con il medesimo, dare le disposizioni necessarie al regolare andamento del servizio e stabilire gli orari». Da tali compiti si ravvisa l'influenza del direttore nel conferire una certa linea politica al giornale.
L'Ordine vigila sull'esercizio abusivo della professione giornalistica, reato previsto dall'art. 348 del Codice penale, che, a seguito delle modifiche del luglio 2014, prevede la reclusione fino a 2 anni unitamente a una sanzione pecuniaria da 10.000 a 50.000 euro. La norma può trovare applicazione nei confronti di chiunque non sia iscritto all'albo dei professionisti o dei pubblicisti, a prescindere dalla qualità delle fonti e dalla precisione del contenuto pubblicato, nonché dal possesso di qualifiche accademiche e professionali legalmente riconosciute e inerenti al soggetto tematico trattato nella propria opera d'ingegno. Secondo quanto affermato dallo stesso Ordine dei Giornalisti, una simile istituzione esiste soltanto in Italia, sebbene negli altri Paesi la categoria abbia adottato da tempo un percorso di autoregolamentazione.

## Il giornalista pubblicista
Ai sensi della legge n. 69 del 3 febbraio 1963, sono giornalisti pubblicisti "coloro che svolgono attività giornalistica non occasionale e retribuita anche se esercitano altre professioni o impieghi". I giornalisti pubblicisti sono iscritti a un apposito elenco dell'albo dei giornalisti, a cui si può accedere dopo aver svolto un'attività giornalistica non occasionale e retribuita, per almeno due anni. La legge per l'iscrizione prevede la pubblicazione retribuita di un certo numero di articoli retribuiti nell'arco di due anni consecutivi, con un versamento complessivo che dimostri il pagamento di emolumenti. Il compenso minimo per cui la retribuzione possa essere ritenuta valida varia da regione a regione, ed è stabilito dall'ordine regionale.
I giornalisti pubblicisti sono presenti sia nel consiglio nazionale dell'Ordine che nei consigli regionali. Dal 1968 la Corte costituzionale ha esteso anche ai pubblicisti la possibilità di dirigere testate quotidiane. Il pubblicista Ugo Stille è stato, nel 1987, il primo direttore di un quotidiano nazionale (il Corriere della Sera).

## Carte deontologiche
1. Carta informazione e pubblicità (14 aprile 1988)
2. Carta di Treviso (1990 - 1995 - 2006)
3. Carta dei doveri del giornalista (8 luglio 1993)
4. Carta di Perugia (su informazione e malattia, 11 gennaio 1995)
5. Carta informazione e sondaggi (7 aprile 1995)
6. Codice deontologico relativo al trattamento dei dati personali nell'esercizio dell'attività giornalistica, detto brevemente Codice deontologico sulla privacy (3 agosto 1998)
7. Codice di autoregolamentazione TV e minori (2002)
8. Carta dei doveri del giornalista degli uffici stampa (2002, riformata nel 2011)
9. Carta dei doveri dell'informazione economica (2005)
10. Carta di Roma (concernente richiedenti asilo, rifugiati e vittime della tratta, 2008)
11. Codice di autoregolamentazione delle trasmissioni di commento degli avvenimenti sportivi (2008)
12. Codice in materia di rappresentazione delle vicende giudiziarie nelle trasmissioni radiotelevisive (2009)
13. Decalogo di autodisciplina giornalisti sportivi (2009) (testo completo)
14. Carta di Firenze (a tutela dei precari nel lavoro giornalistico, 2011)
15. Carta di Milano (per i giornalisti che trattano notizie concernenti carceri, persone in esecuzione penale, detenuti o ex detenuti, 11 aprile 2013)

L'Ordine dei giornalisti, insieme ad altri enti e associazioni professionali, ha redatto una serie di protocolli sulle regole della corretta informazione cui il giornalista deve attenersi nello svolgimento della sua professione. Tali protocolli, che servono anche a garantire la tutela dei diritti di terzi, sono norme giuridiche cogenti valevoli per gli iscritti all'Albo, che integrano il diritto ai fini della configurazione dell'illecito disciplinare.
A partire dal 1988 sono state redatte Carte deontologiche su ogni aspetto dell'informazione giornalistica, dalla tutela della privacy alla descrizione delle vicende giudiziarie, dall'informazione sportiva a quella economica. Nel 2013 tali protocolli, sommati, erano diventati quindici.

Nel 2015 il Consiglio nazionale dell'Ordine dei giornalisti ha deciso di accorpare tutte le Carte deontologiche in un documento unitario. È nato così il «Testo unico dei doveri del giornalista», entrato in vigore il 3 febbraio 2016.
Oggi i singoli documenti non esistono più, tranne quattro carte che sono rimaste integre. Esse sono:
- Il Codice deontologico sulla privacy;
- La Carta di Treviso;
- La Carta dei doveri dell'informazione economica;
- La Carta di Firenze.

I principi in esse contenuti vanno rispettati anche da chi scrive articoli occasionalmente. È stato conservato anche il Glossario della Carta di Roma, che contiene i termini esatti con cui riferirsi agli stranieri.

## Le scuole di giornalismo
Oggi le scuole riconosciute dall'Ordine sono 14 in tutto il territorio nazionale, così distribuite:
- Nord: una a Torino, tre a Milano (città in cui fu fondata la prima scuola di giornalismo legalmente riconosciuta[28]) e una a Bologna;
- Centro: Teramo, Urbino, Perugia, Sora (FR) e due a Roma;
- Sud: Bari, Salerno e Napoli.

## Presidenti
- Guido Gonella: 1965-1971
- Virgilio Lilli: 1971-1974
- Virgilio Lilli e Saverio Barbati: 1974-1976
- Saverio Barbati: 1976-1986
- Giuseppe Morello: 1986-1989
- Guido Guidi: 1989-1991
- Gianni Faustini: 1991-1995
- Mario Petrina: 1995-2001
- Lorenzo Del Boca: 2001-2010
- Vincenzo Iacopino: 23 giugno 2010 - 16 marzo 2017
- Santino Franchina (interim): 20 marzo - 19 aprile 2017
- Nicola Marini: dal 20 aprile al 24 ottobre 2017[29]
- Carlo Verna: dal 25 ottobre 2017 - 1º dicembre 2021[30]
- Carlo Bartoli: dal 2 dicembre 2021 - in carica[1]